# August Mowinckel-Nilsen
August Mowinckel-Nilsen, även känd som Gogo Mowinckel-Nilsen, född 15 maj 1883 i Bergen, död 6 november 1957, var en norsk skådespelare.
Mowinckel-Nilsen filmdebuterade 1927 i stumfilmen Eleganta svindlare. Han medverkade senare i talfilmerna Op med hodet! (1933) och Sankt Hans fest (1947). Han var även engagerad vid Det Nye Teater och Trøndelag Teater.

## Filmografi
- 1927 – Eleganta svindlare – Freddie Juul
- 1933 – Op med hodet! – en regissör
- 1947 – Sankt Hans fest – en regissör